# چارلز سایرویس
چارلز سایرویس (به انگلیسی: Charles Sirois) (زاده ۲۲ مه ۱۹۵۴) کارآفرین، بانکدار و مدیر ارشد اجرایی کانادایی است، که در حال حاضر به‌عنوان رییس هیئت مدیره کانیدین امپریال بنک آو کامرس فعالیت می‌کند.